# BBC Radio 5 Live
Pour les articles homonymes, voir Radio 5.
BBC Radio 5 Live est une station de radio publique généraliste de la British Broadcasting Corporation proposant un mélange d'informations, via BBC News, de sport et de libre-antenne. C'est la principale radio couvrant les manifestations sportives du Royaume-Uni.

## Histoire
À partir du 27 mars 1994, elle succède sur les ondes à BBC Radio 5 qui diffusait depuis le 26 août 1990 des programmes à destination du jeune public, du sport et des programmes éducatifs.
Une station dérivée, BBC Radio 5 Live Sports Extra, a été lancée le 2 février 2002, spécialisée dans les retransmissions sportives.

## Identité visuelle

### Logos

Logo de BBC Radio Five Live de 2000 à 2007
Logo de BBC Radio Five Live de 2007 à 2022
Logo actuel de BBC Radio 5 Live depuis 2022